# Tirimma di Macedonia
Tirimma (in greco antico: Τυρίμμας?, Tyrìmmas; ... – VIII secolo a.C.) fu il terzo re della dinastia argeade del Regno di Macedonia, figlio di Coeno.
Secondo Eusebio di Cerasea, regnò per 43 anni e gli succedette Perdicca I.